# Política econômica do governo de Nicolás Maduro

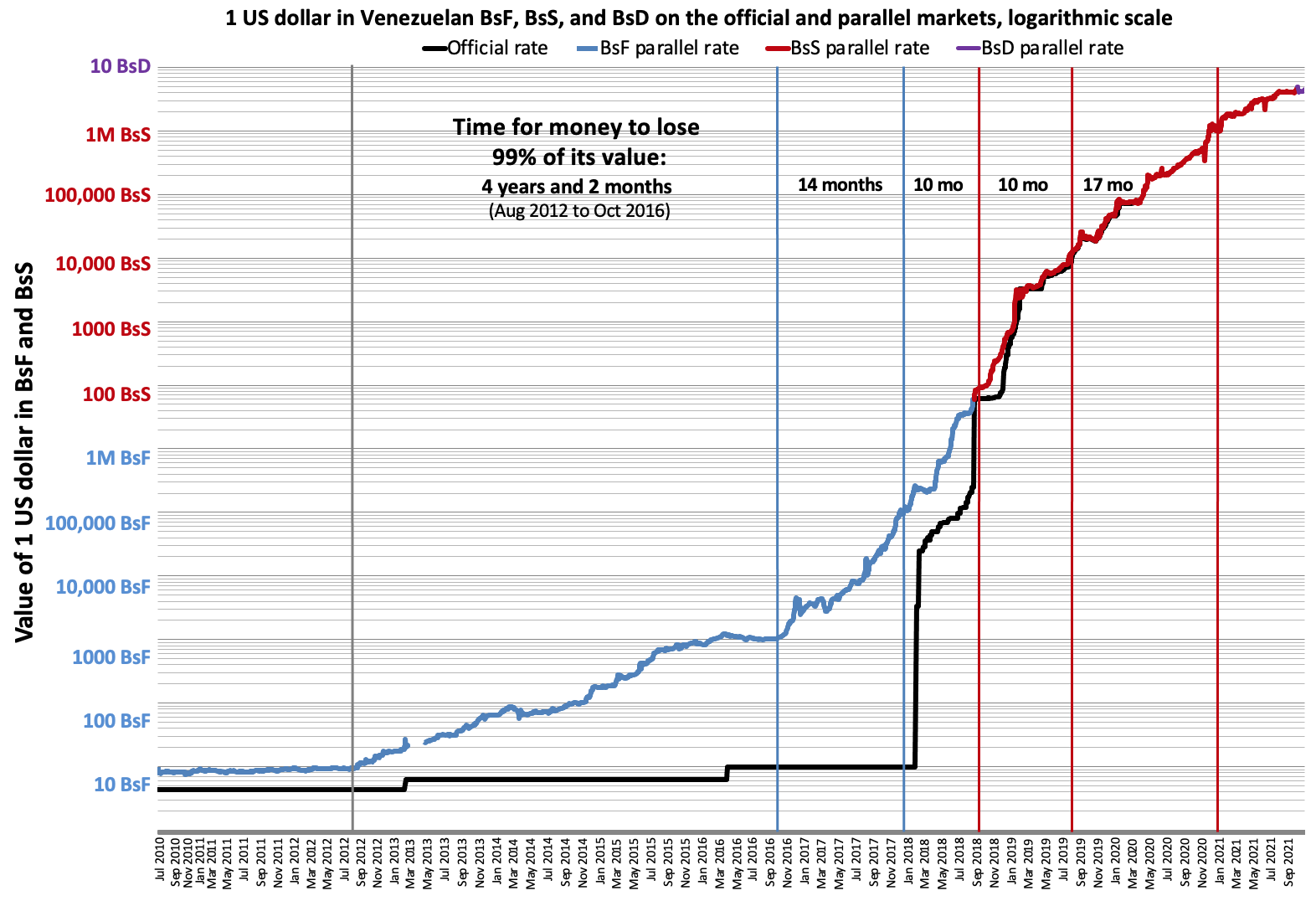
O valor de um dólar americano em bolívares fuertes venezuelanos no mercado negro ao longo do tempo, de acordo com o DolarToday.com. As linhas verticais azuis representam cada vez que a moeda perdeu 90% de seu valor. Isso ocorreu quatro vezes desde 2012, o que significa que, a partir de dezembro de 2017, a moeda vale quase 10.000 vezes menos do que em agosto de 2012, tendo perdido mais de 99,99% de seu valor. A taxa de depreciação (inflação) está acelerando. Na primeira vez, o dinheiro levou 2 anos e 2 meses para perder 90% do valor; na segunda, 1 ano e 10 meses; na terceira, 10 meses; e na quarta, apenas 4 meses

Quando eleito em 2013, Nicolás Maduro continuou com a maioria das políticas econômicas existentes de seu antecessor, Hugo Chávez. Ao assumir a presidência, a Venezuela de Maduro enfrentava uma alta taxa de inflação e grandes escassezes de bens que restavam das políticas anteriores do presidente Chávez. Essas dificuldades econômicas que a Venezuela enfrentava foram uma das principais razões para os protestos atuais na Venezuela. O presidente Maduro culpou o Capitalismo pela Especulação que está impulsionando as altas taxas de Inflação e criando escassez generalizada de bens essenciais, e frequentemente afirmava que lutava uma "guerra econômica", chamando as medidas econômicas recém-implementadas de "ofensivas econômicas" contra opositores políticos, os quais ele e seus apoiadores afirmam estar por trás de uma conspiração econômica internacional. Entretanto, o presidente Maduro foi criticado por concentrar-se apenas na opinião pública, em vez de atender às questões práticas apontadas pelos economistas ou propor soluções para melhorar a situação econômica na Venezuela, como a tal "guerra econômica".
Em 2014, a economia venezuelana entrou em Recessão com contrações de 4,8%, 4,9% e 2,3% nos três primeiros trimestres. Nesse ano, a Venezuela liderou o Índice Global da Miséria, que é baseado na inflação, desemprego e outros fatores econômicos. Em dezembro de 2014, foi declarado que a Venezuela tinha 93% de chance de entrar em Inadimplência, embora também tenha sido observado que o governo nunca deixou de cumprir suas obrigações com a dívida externa.
Em 2015, a Venezuela novamente liderou o Índice Global da Miséria e esperava-se que sua economia contraísse 7%, segundo o Banco Mundial. A taxa de inflação também atingiu o nível mais alto na história da Venezuela.
Em 2019, Maduro passou a permitir transações em dólares americanos, uma moeda muito mais estável e também utilizada em transferências internacionais. Os venezuelanos recebem cerca de US$ 3,5 a US$ 4 bilhões por ano em Remessas de familiares; essa mudança permitiu que os venezuelanos gastassem esse dinheiro, iniciando uma recuperação econômica.

## Políticas governamentais

### Petróleo e recursos naturais

#### Indústria do Petróleo
Em 2014, a produção de petróleo foi estimada em cerca de 2,7 milhões de barris por dia, 13% menor do que quando Hugo Chávez assumiu o cargo em 1999. Houve escassez e racionamento de gasolina em algumas áreas da Venezuela, o que, segundo o governo venezuelano, visa combater o contrabando de combustível mais barato para a Colômbia. A PDVSA afirmou que o abastecimento de gasolina estava operando normalmente e que as longas filas vistas nos postos eram "rumores desestabilizadores" de facções opositoras ao governo bolivariano.

#### Outros recursos
Durante a crise econômica na Venezuela, a taxa de extração de ouro caiu 64,1% entre fevereiro de 2013 e fevereiro de 2014, e a produção de ferro despencou 49,8%.

### Gastos sociais e obras públicas
Em maio de 2016, a Assembleia Nacional da Venezuela aprovou uma lei que obriga o Executivo e Nicolás Maduro a aceitar ajuda externa para a saúde e insumos médicos, incluindo medicamentos que enfrentam escassez. O objetivo é compensar a queda nos serviços e a falta de insumos. Todo cidadão e residente na Venezuela tem direito à saúde, tanto como direito humano quanto constitucional, garantido por lei.

#### Saúde

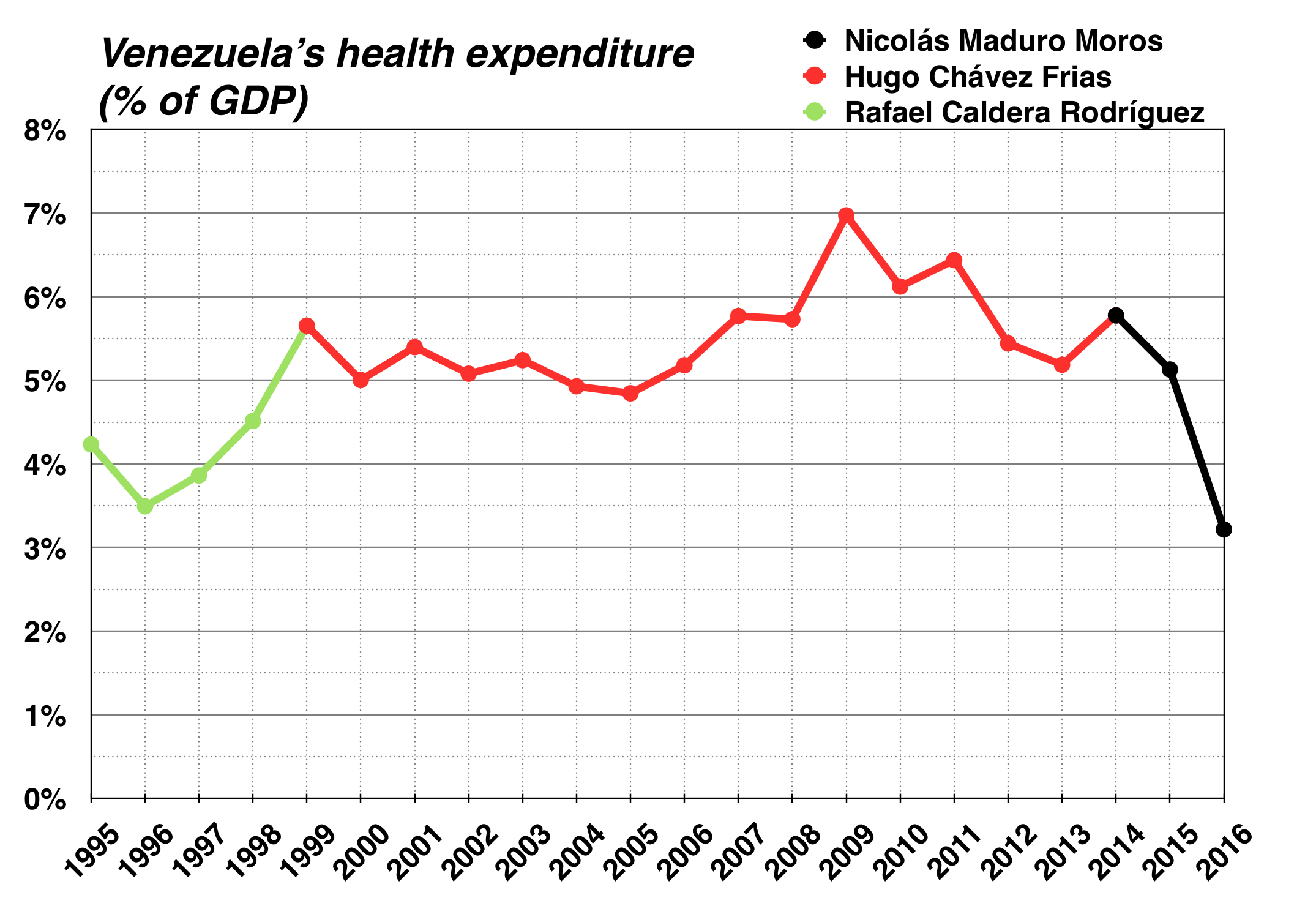
Gastos com saúde em porcentagem do PIB da Venezuela
Fonte: [http://data.worldbank.org/indicator/SH.XPD.TOTL.ZS?page=3 Banco Mundial

Em fevereiro de 2014, médicos do Hospital Clínico Universitário de Caracas pararam de realizar cirurgias devido à falta de insumos. A política cambial do governo dificultou a importação de medicamentos e outros insumos médicos para a Venezuela. O diretor executivo da Associação Venezuelana de Hospitais e Clínicas explicou como, em menos de um mês, a escassez de 53 produtos médicos aumentou para 109, culpando o sistema do CADIVI, já que 86% dos insumos são importados.
Uma reportagem da Associated Press datada de fevereiro de 2014 observou que "legiões de doentes por todo o país" estavam sendo "negligenciadas por um sistema de saúde que, segundo os médicos, está entrando em colapso após anos de deterioração." Médicos de um hospital "mandaram para casa 300 pacientes com câncer... quando a escassez de insumos e o excesso de equipamentos impossibilitaram a realização de cirurgias não emergenciais." O governo, que controlava "os dólares necessários para comprar insumos médicos", simplesmente "não disponibilizou dólares suficientes" para tais compras, conforme relatado pela AP. Como resultado, "muitos pacientes começaram a morrer de doenças facilmente tratáveis quando o declínio econômico da Venezuela se acelerou após a morte de Chávez." Médicos afirmaram ser impossível "saber quantos morreram, e o governo não mantém esses números, assim como não publicou estatísticas de saúde desde 2010." Entre os itens "em escassez crítica" estavam "agulhas, seringas e parafina usadas em biópsias para diagnosticar câncer; medicamentos para tratá-lo; equipamentos de salas cirúrgicas; filmes de raios-X e papéis para imagens; sangue e os reagentes necessários para que ele seja usado em transfusões." No mês anterior, o governo havia "suspenso doações e transplantes de órgãos." Além disso, mais de "70% das máquinas de radioterapia" estavam "inoperantes." O Dr. Douglas Natera, presidente da Federação Médica Venezuelana, afirmou: "Há dois meses pedimos ao governo que declarasse emergência", mas não obtivemos resposta. A Ministra da Saúde, Isabel Iturria, recusou-se a conceder entrevista à AP, enquanto a vice-ministra da Saúde, Nimeny Gutierrez, "negou na TV estatal que o sistema estivesse em crise." A Federação Farmacêutica Venezuelana relatou escassez de 70% dos medicamentos nas farmácias de toda a Venezuela em 2015.

#### Infraestrutura
Em setembro de 2013, uma queda de energia deixou 70% do país sem eletricidade por cerca de três horas durante o dia. Outra queda de energia generalizada ocorreu em 2 de dezembro de 2013, dias antes das eleições municipais, logo após as 20h (horário local); a energia começou a ser restabelecida em uma ou duas horas, "embora partes mais remotas da nação, com 29 milhões de habitantes, permanecessem no escuro até tarde da noite." Críticos afirmaram que a falta de manutenção foi a causa da queda, enquanto o presidente Maduro acusou a oposição de sabotar a rede nacional para desacreditá-lo antes das eleições municipais. Em fevereiro de 2016, o governo venezuelano passou a racionar a eletricidade na capital, Caracas, culpando o fenômeno El Niño pela baixa produção das hidrelétricas.
Segundo um relatório da Runrunes com dados confidenciais da organização estatal de água HidroCentro, testes demonstraram que a água da torneira continha Bactérias, Resíduos humanos, Óleos, Detergentes e Material radioativo, detectados em Carabobo e outros estados na Venezuela.

#### Habitação
Em 2011, o governo venezuelano prometeu construir 3 milhões adicionais de unidades habitacionais num país onde muitos "vivem em barracos precariamente construídos na capital montanhosa, Caracas", de acordo com The Washington Post. No final de abril de 2017, Maduro marcou a conclusão de 1,6 milhão de casas sob os programas governamentais estabelecidos no governo de Hugo Chávez.

#### Transporte
No final de 2013, um grande projeto ferroviário na Venezuela foi adiado porque o país não conseguiu pagar US$ 7,5 bilhões e devia à China Railway cerca de US$ 500 milhões.
Em maio de 2014, o Banco Central da Venezuela anunciou que a escassez de automóveis atingia 100%. Fabricantes de automóveis na Venezuela, como Ford, General Motors e Toyota, reduziram ou, em alguns casos, cessaram completamente a produção. Em janeiro de 2015, Maduro retomou o uso dos pedágios de transporte para aumentar a receita, apesar de terem sido abolidos por Chávez, que afirmava que os pedágios não ajudavam a pagar a manutenção das estradas e faziam parte de um sistema capitalista.

#### Alimentos
Em 3 de abril de 2016, Maduro criou o Comitê Local de Abastecimento e Produção (CLAP), que são comitês locais para o abastecimento e distribuição de alimentos porta a porta.

## Críticas
Em março de 2019, o The Wall Street Journal afirmou que "o Sr. Maduro há muito utiliza doações de alimentos e outros auxílios governamentais para pressionar os venezuelanos empobrecidos a comparecer a manifestações pró-governo e a apoiá-lo durante as eleições, à medida que o colapso econômico do país se intensifica."

## Políticas internacionais

#### Dívida externa
De acordo com um artigo de fevereiro de 2014 na The Economist, o governo venezuelano estava, naquele momento, ficando sem moeda forte para pagar suas contas. Muitas companhias aéreas, incluindo Air Canada, Air Europa, American Airlines, Copa Airlines, TAME, TAP Airlines e United Airlines, suspenderam voos internacionais operando na Venezuela porque o governo restringia o acesso ao dólar americano. Houve conversações entre companhias aéreas sobre cancelar ainda mais voos internacionais a partir do país, já que a Venezuela ainda devia aproximadamente US$ 4,0 bilhões às companhias estrangeiras. Um artigo da The Economist de setembro de 2014 afirmou que US$ 7 bilhões em dívidas (quase 33% das reservas externas de US$ 21 bilhões da Venezuela) estavam vencendo no mês seguinte. Em 2017, Goldman Sachs foi relatado como tendo pago US$ 865 milhões por títulos do governo venezuelano, que havia comprado por 32 centavos no dólar, com reembolso previsto para 2022. Fontes afirmaram que o Goldman Sachs estava adquirindo esses títulos na suposição de que o governo cairia e, consequentemente, o valor dos títulos aumentaria. Em novembro de 2017, a Standard & Poor's classificou a Venezuela como estando em “inadimplência seletiva” e a Fitch Ratings classificou a estatal de petróleo PDVSA como estando em "inadimplência restritiva" – um nível acima do default total (inadimplência total significaria que os ativos da PDVSA poderiam ser apreendidos pelos credores, como envios de petróleo e a refinaria Citgo no Texas). A dívida externa da Venezuela foi estimada em US$ 105 bilhões, enquanto as reservas ficaram em US$ 10 bilhões. Comentadores, porém, acreditavam que a Venezuela ainda poderia obter empréstimos da China e da Rússia em troca de direitos minerais e petrolíferos.

#### Comércio exterior
Em 2013, o comércio exterior da Venezuela foi classificado em 179º lugar entre 185 países, devido a diversos fatores. Um deles foi a grande quantidade de documentos exigidos para exportar e importar. O tempo para exportar bens da Venezuela é mais de cinco vezes maior do que a média mundial, enquanto o tempo para importar é oito vezes maior. Os custos para o comércio também são três vezes superiores à média mundial.
Os Estados Unidos fornecem mais de um terço das importações alimentícias da Venezuela. Políticas governamentais recentes de importação têm contribuído para a escassez de bens em todo o país. Durante a Crise na Venezuela Bolivariana, Maduro decidiu adquirir centenas de veículos militares para serem usados contra as grandes ondas de protestos, em vez de comprar bens para suprir a população, destinando apenas 15% dos fundos necessários para abastecer os supermercados.

#### Assistência internacional
Em janeiro de 2015, Maduro realizou uma turnê por países asiáticos em busca de apoio após a acentuada queda dos preços do petróleo desde junho de 2014, solicitando acordos financeiros e a redução da produção pela OPEP. Apesar de Maduro afirmar que foram firmados acordos multibilionários, poucos detalhes foram divulgados, os preços do petróleo caíram mais 8% e sua turnê foi descrita como um fracasso.

## Nacionalização de indústrias

#### Distribuição de alimentos
Em julho de 2015, o governo de Maduro ordenou que grandes empresas de alimentos, incluindo unidades da PepsiCo e da Nestlé Inc., desocupassem armazéns numa área onde o Estado planejava expropriar terrenos para construir moradias de baixo custo. Em fevereiro de 2015, o governo nacionalizou a cadeia Dia a Dia de 35 supermercados, alegando que a rede estava envolvida no acúmulo de produtos durante a escassez de alimentos.

## Indicadores econômicos

### Ambiente de negócios
O ambiente de negócios na Venezuela, no início do mandato de Maduro, era precário segundo diversas organizações. No seu primeiro ano como presidente, 77.839 empresas fecharam, conforme dados do Instituto Nacional de Estatística da Venezuela. A perda de 173.000 empregos teria sido decorrente da implementação da Lei Orgânica de Preços Justos de Maduro, segundo o presidente dos Serviços Sindicais e Comerciais de Zulia, Gilberto Gudino Millan, pois tal lei impediria o livre desenvolvimento do setor privado. Em 2014, o presidente Maduro instituiu "um congelamento nos aluguéis comerciais, fixando-os em valores 50% inferiores aos praticados em alguns shoppings", o que fez com que os shoppings e o setor varejista perdessem 75% de sua renda.

#### 2013

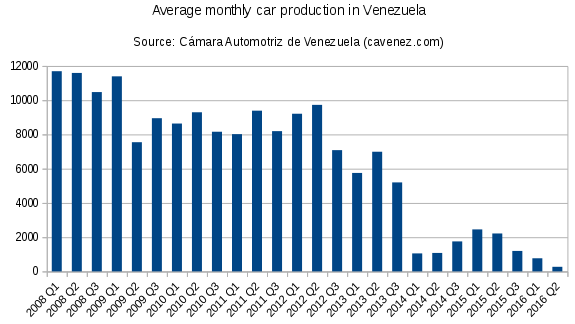
Produção média mensal de carros entre 2008 e 2016

A International Finance Corporation classificou a Venezuela como um dos piores países para fazer negócios, posicionando-a em 180º lugar entre 185 países, conforme o relatório Doing Business 2013, tendo a proteção aos investidores e a tributação como suas piores categorias. No Índice de Prosperidade Legatum de 2013, a Venezuela ficou em 78º lugar entre 142 países, sendo a governança sua pior categoria.

#### 2014
Em 2014, The Economist afirmou que a Venezuela era "[p]rovavelmente a economia menos bem administrada do mundo". O Citibank considerava "que a economia tem poucas perspectivas de melhoria" e que a situação econômica venezuelana era um "desastre". Segundo o relatório Doing Business 2014 da International Finance Corporation e do Banco Mundial, a Venezuela continuou sendo classificada em posições baixas, caindo uma posição para ficar em 182º lugar entre 189 países. Segundo a Foreign Policy, a Venezuela ficou em último lugar no mundo em seu Índice Base Yield, devido aos baixos retornos que os investidores obtêm ao investir no país. Em um relatório de 2014 intitulado Os Lugares Mais Assustadores nas Fronteiras dos Negócios, elaborado pela Zurich Financial Services e noticiado pela Bloomberg News, a Venezuela foi classificada como o mercado emergente mais arriscado do mundo. De acordo com o Índice de Prosperidade Legatum de 2014, a Venezuela recuou em várias categorias, terminando em 100º lugar entre 142 países, com uma queda de 22 posições em relação ao ano anterior.

#### 2015
É impossível entender por que o governo não está reagindo a essa realidade, por que não tomou medidas para aliviar as distorções econômicas que estão destruindo a renda real dos venezuelanos.

Barclays – setembro de 2015
Para o relatório Doing Business 2015 da International Finance Corporation e do Banco Mundial, a Venezuela caiu quatro posições, ficando em 186º lugar entre 189 países, com apenas nações africanas como Sudão do Sul, Líbia e Eritreia tendo desempenho pior. Segundo o Atlas Transformador do Bank of America, a Venezuela possuía o maior risco de default de crédito do mundo. O Barclays afirmou que a Venezuela enfrentava a pior crise econômica de sua história. O Barclays também previu que a economia venezuelana encolheria 9,1% em 2015 e que, entre 2014 e 2016, a economia declinaria 16,5%, com uma inflação acumulada superior a 1.000%. A Capital Economics esperava uma queda de 10% na economia da Venezuela em 2015 e afirmou que o país enfrentava a pior recessão em mais de 70 anos.

#### 2016
No relatório Doing Business 2016, a Venezuela permaneceu em 186º lugar entre 189 países, com as categorias de iniciar um negócio, comércio internacional e impostos figurando entre as piores. Em fevereiro de 2016, o The Washington Post afirmou: "O drama político na Venezuela, onde um governo populista e autoritário tenta se manter no poder apesar de ter perdido uma eleição legislativa por uma ampla margem, tende a encobrir uma crise mais profunda. Embora esteja repleta de petróleo, o país de 30 milhões de pessoas enfrenta um colapso econômico e uma Catástrofe humanitária."

### Preços ao consumidor e inflação

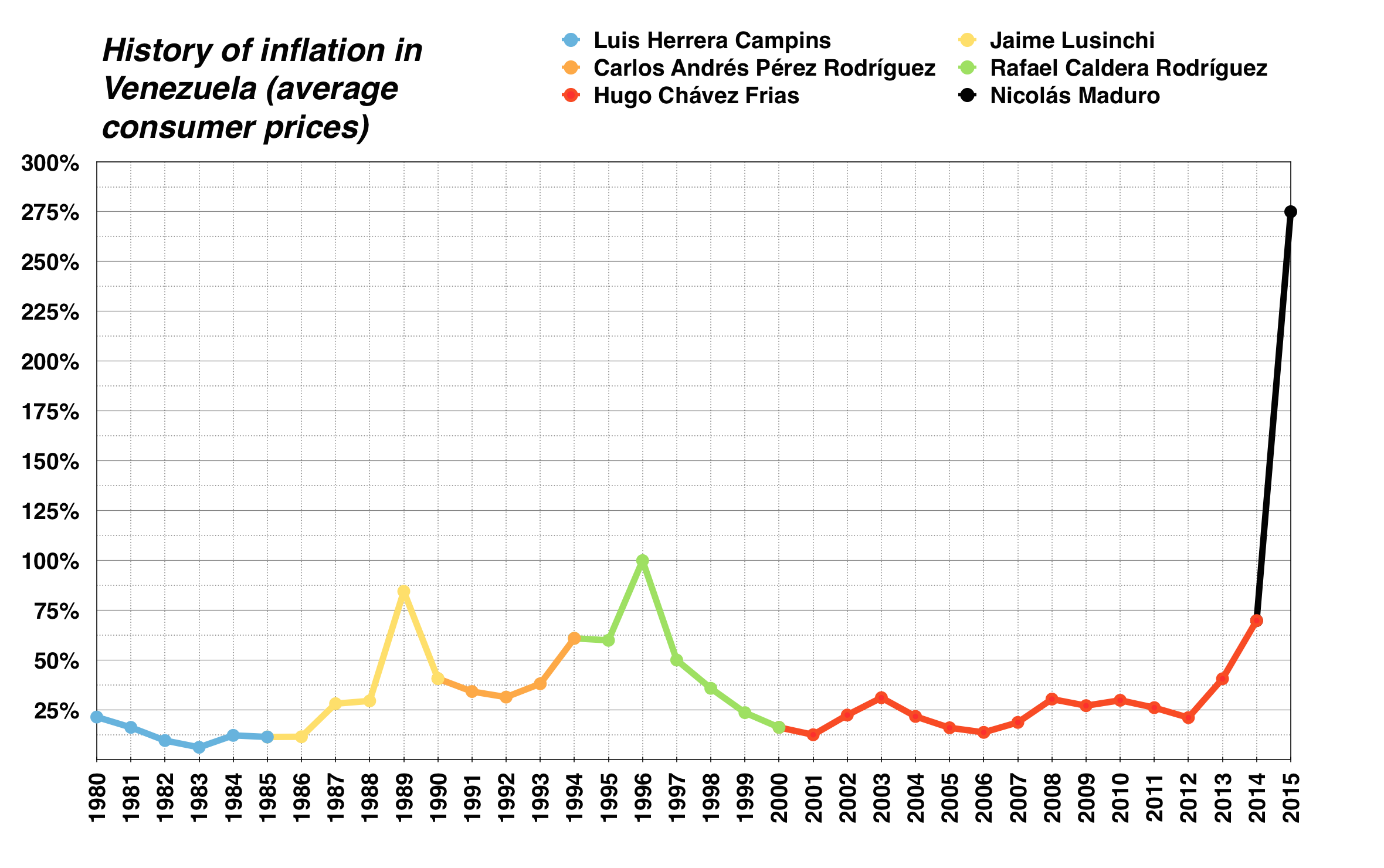
Inflação elevada aos níveis mais altos da história venezuelana sob Maduro
Fontes: Dados e Estatísticas do Fundo Monetário Internacional (1980–2008, 2015) e CIA: The World Factbook (2009–2014)

Durante o primeiro ano da presidência de Maduro, a economia venezuelana começou a experimentar Hiperinflação segundo especialistas. As razões para a alta inflação incluem tanto a impressão excessiva de dinheiro quanto o gasto com déficit. Em abril de 2013, o mês em que Maduro assumiu, a inflação anual era de 29,4%, apenas 0,1% inferior àquela registrada quando Hugo Chávez assumiu em 1999, com a inflação anual de 29,5%. Em abril de 2014, a inflação anual alcançava 61,5%. No início de 2014, o Banco Central da Venezuela deixou de divulgar estatísticas – pela primeira vez na história –, com a Forbes sugerindo que isso poderia ser uma forma de manipular a imagem da economia. Em abril de 2014, o Fundo Monetário Internacional afirmou que a atividade econômica na Venezuela era incerta, mas poderia continuar a desacelerar, pois "políticas macroeconômicas frouxas geraram alta inflação e drenaram as reservas oficiais de câmbio". O FMI sugeriu que "mudanças de política mais significativas são necessárias para evitar um ajuste desordenado". Dados fornecidos pelo economista Steve H. Hanke do Cato Institute mostram que, em março de 2014, a economia venezuelana apresentava uma inflação superior a 300%, com uma inflação oficial de cerca de 60% e um índice de escassez de produtos superior a 25%. Dados de inflação para setembro e outubro de 2014 não foram divulgados pelo governo venezuelano.
Em abril de 2014, o presidente Maduro aumentou o salário mínimo em 30%, na esperança de melhorar o poder de compra dos cidadãos. Segundo El Nuevo Herald, a maioria dos economistas afirmou que a medida teria efeito temporário, pois a inflação oficial estava acima de 59%, e o aumento salarial apenas agravaria a situação das empresas, que já enfrentavam escassez de moeda. Em janeiro de 2015, o governo venezuelano anunciou que o salário mínimo seria aumentado em 15%. Em 1º de maio de 2015, o presidente Maduro anunciou que o salário mínimo seria aumentado em 30% – 20% em maio e 10% em julho –, de modo que o novo salário mínimo passaria a ser de aproximadamente US$ 30 por mês, conforme a taxa do mercado negro.

#### Mudança no cálculo da inflação
Em setembro de 2014, o Banco Central da Venezuela supostamente alterou seus métodos de cálculo da inflação, passando do índice de preços de Laspeyres para o Índice de preços de Fisher, o que modificou os dados de inflação de junho, do governo venezuelano, de 5,7% para 4,4%, os 5,5% de julho para 4,1% e os 4,3% de agosto para 3,9%. No relatório de agosto do BCV, também foi afirmado que se tratava de uma "guerra econômica que dificultou o curso normal das atividades de produção e distribuição dos bens essenciais demandados pelo povo venezuelano".

### Classificações de crédito
No início da presidência de Maduro, as classificações de crédito da Venezuela foram rebaixadas para "território lixo" ou abaixo do investment grade com perspectivas negativas, conforme a maioria das agências de classificação. Em pouco mais de um ano, a Standard & Poor's rebaixou a classificação soberana da Venezuela três vezes: de B+ para B em junho de 2013, de B para B− em dezembro de 2013 e de B− para CCC+ em setembro de 2014. A Fitch Ratings também rebaixou as classificações de crédito da Venezuela em março de 2014, de B+ para B e ainda mais, de B para CCC em dezembro de 2014. Em dezembro de 2013, a Moody's Investors Service também rebaixou as classificações locais (B1) e de moeda estrangeira (B2) da Venezuela para Caa1. As razões para essas mudanças foram a probabilidade muito aumentada de colapso econômico e financeiro devido às políticas do governo venezuelano e uma inflação "fora de controle".
Em julho de 2017, a Standard & Poor's reduziu as classificações de crédito domésticas e internacionais da Venezuela para CCC−, devido ao crescente risco de inadimplência. A Fitch Ratings seguiu o mesmo caminho em agosto de 2017, rebaixando as classificações nacionais e internacionais para CC. Em novembro de 2017, a Standard & Poor's classificou a Venezuela como estando em default técnico, e a Fitch Ratings classificou a estatal de petróleo PDVSA em default restritivo – um nível acima do default total.

### Moeda
| Data de primeiro registro | Bs.F. por 1 USD |
| ------------------------- | --------------- |
| 26 de setembro de 2014    | 100             |
| 25 de fevereiro de 2015   | 200             |
| 14 de maio de 2015        | 300             |
| 21 de maio de 2015        | 400             |
| 3 de julho de 2015        | 500             |
| 9 de julho de 2015        | 600             |
| 2 de setembro de 2015     | 700             |
| 29 de setembro de 2015    | 800             |
| 1 de dezembro de 2015     | 900             |
| 3 de fevereiro de 2016    | 1.000           |
| 31 de outubro de 2016     | 1.500           |
| 21 de novembro de 2016    | 2.000           |
| 29 de novembro de 2016    | 3.000           |
| 30 de novembro de 2016    | 4.000           |
| 3 de maio de 2017         | 5.000           |
| 26 de maio de 2017        | 6.000           |
| 9 de junho de 2017        | 7.000           |
| 15 de junho de 2017       | 8.000           |
| 26 de julho de 2017       | 9.000           |
| 28 de julho de 2017       | 10.000          |
| 7 de setembro de 2017     | 20.000          |
| 13 de outubro de 2017     | 30.000          |
| 23 de outubro de 2017     | 40.000          |
| 10 de novembro de 2017    | 50.000          |
| 15 de novembro de 2017    | 60.000          |
| 17 de novembro de 2017    | 70.000          |
| 20 de novembro de 2017    | 80.000          |
| 29 de novembro de 2017    | 90.000          |
| 1 de dezembro de 2017     | 100.000         |
| 9 de janeiro de 2018      | 150.000         |
| 18 de janeiro de 2018     | 200.000         |
| 9 de abril de 2018        | 300.000         |

O crescimento da oferta de moeda do Banco Central da Venezuela acelerou no início do mandato de Maduro, contribuindo para uma maior inflação no país. A oferta de Bolívar na Venezuela aumentou 64% em 2014, três vezes mais rápido do que em qualquer outra economia observada pela Bloomberg na época. Devido à rápida depreciação do Bolívar Fuerte, os venezuelanos passaram a chamar a moeda, de forma jocosa, de "bolívar morto".
Em setembro de 2014, a taxa de câmbio não oficial para o Bolívar Fuerte em Cúcuta alcançou 100 Bs.F. Em maio de 2015, o Bolívar Fuerte perdeu 25% de seu valor em uma semana, passando a taxa de câmbio não oficial de 300 Bs.F por US$1 em 14 de maio, e chegando a 400 Bs.F por US$1 em 21 de maio. O Bolívar Fuerte despencou novamente em julho de 2015, ultrapassando 500 Bs.F por US$1 em 3 de julho e 600 Bs.F por US$1 em 9 de julho. Em fevereiro de 2016, a taxa não oficial atingiu 1.000 Bs.F por US$.
Em novembro de 2016, o Bolívar Fuerte sofreu sua maior queda mensal de valor de todos os tempos. A taxa de conversão ultrapassou 2.000 Bs.F por US$1 em 21 de novembro de 2016, chegando perto de 3.000 Bs.F por US$1 poucos dias após essa marca. Em 29 de novembro de 2016, a taxa passou para mais de 3.000 Bs.F por US$1; no mês anterior, o Bolívar Fuerte perdeu mais de 60% de seu valor.

#### Desvalorização
Em fevereiro de 2016, o presidente Maduro utilizou seus recém-concedidos poderes econômicos para desvalorizar a taxa oficial mais forte em 37%, ou seja, de 6,3 Bs.F por US$ para 10 Bs.F por US$.

#### Criptomoeda nacional
Em dezembro de 2017, Nicolás Maduro anunciou que a Venezuela emitirá uma criptomoeda estatal lastreada em petróleo, denominada “Petro”, em uma tentativa de fortalecer sua economia.[carece de fontes?]

#### Revalorização da moeda
Em 22 de março de 2018, o presidente Nicolás Maduro anunciou uma nova reforma monetária, na qual o bolívar seria reavaliado na proporção de 1 para 1.000, fazendo com que o novo bolívar equivalha a um milhão de bolívares anteriores a 2008. A moeda foi renomeada para o bolívar soberano. Foram lançadas novas moedas nas denominações de 50 céntimos e 1 bolívar soberano, além de novos cédulas em valores de 2, 5, 10, 20, 50, 100, 200 e 500 bolívares soberanos. A mudança passou a vigorar em 4 de junho de 2018.
De 1º de maio de 2018 até a data original da mudança, os preços deveriam ser expressos tanto em bolívares (Bs.) quanto em bolívares soberanos (Bs.S), utilizando a taxa original de 1.000 para 1. O presidente adiou a mudança, alegando que, conforme Aristides Maza, "o período estabelecido para realizar a conversão não é suficiente"; A revalorização ficou então prevista para 20 de agosto de 2018.
Maduro anunciou que, após a reconversão realizada em 20 de agosto de 2018, as antigas cédulas com valor facial de 1.000 bolívares fuertes ou superiores circularão em paralelo com a nova série de cédulas do bolívar soberano, e continuarão a ser utilizadas por um período limitado. Cédulas com valor inferior a 1.000 bolívares serão retiradas de circulação e deixarão de ter curso legal em 20 de agosto de 2018.

## Crescimento econômico e produção
Em abril de 2014, o presidente Maduro afirmou ter novos planos para uma "ofensiva econômica", com foco em três objetivos: encontrar novas maneiras de estimular a produção em todos os níveis do país, já que o crescimento caiu para 1,6% em 2013 após um recorde de 5,6% em 2012; eliminar obstáculos que impedem que os bens cheguem aos cidadãos – incluindo o aumento de inspeções e sanções contra empresas flagradas contrabandeando ou acumulando produtos; e continuar a aplicar a "lei dos preços justos", que, em parte, limita os lucros das empresas a 30%. O analista Heckel Garcia, diretor da Econometric, afirmou que tais planos "não serão suficientes" para tirar a Venezuela da crise que enfrenta.
No relatório World Economic Outlook do Fundo Monetário Internacional, de abril de 2014, o FMI previu que a Venezuela seria o único país no mundo a ter seu PIB contraído naquele ano. Tanto o FMI quanto a Comissão Econômica para a América Latina e o Caribe previram uma contração de cerca de 0,5% no PIB da Venezuela. Em 2014, a Divisão de Desenvolvimento Econômico da UNECLAC estimou que a economia venezuelana contraiu 3% naquele ano. Em 2015, o FMI previu uma contração de 10% na economia venezuelana e, em 2016, o FMI estimou uma contração de 10% no PIB.

### Emprego
Quando Maduro assumiu, no início de 2013, a taxa de desemprego na Venezuela era de aproximadamente 7,6%, segundo o Instituto Nacional de Estatística da Venezuela. Em fevereiro de 2014, a taxa caiu para 7,2%. Em janeiro de 2015, a taxa subiu para 7,9%. Em maio de 2016, a taxa de desemprego atingiu 17%. Em julho de 2017, as estimativas do FMI indicaram que a taxa ultrapassaria 25%.

### Alimentos e produtos

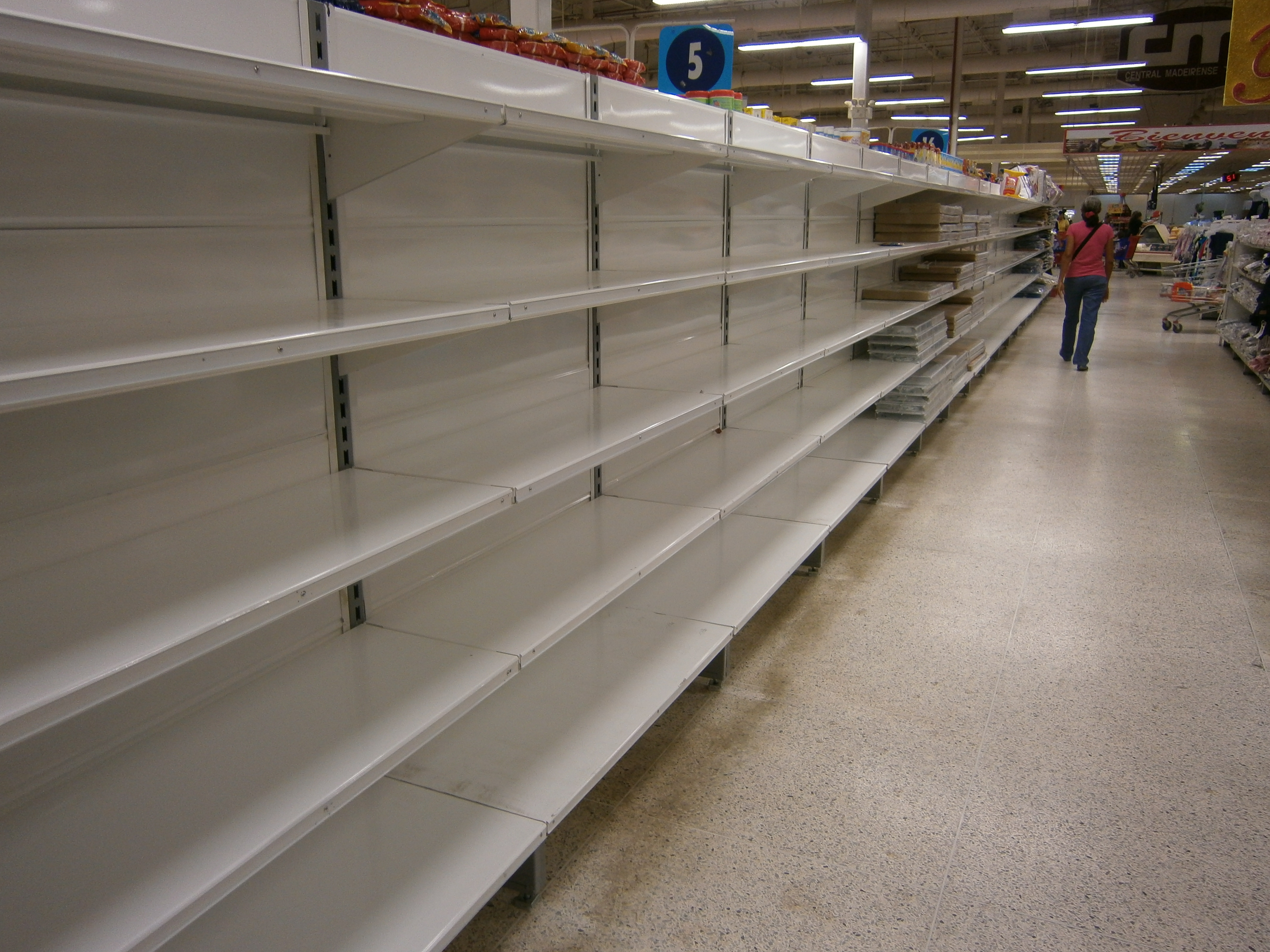
Prateleiras vazias em uma loja devido à escassez

Políticas implementadas pelo ex-presidente Hugo Chávez originaram as escassezes que o país enfrentou ao assumir o governo de Maduro. Essas políticas foram mantidas por Maduro, intensificando as escassezes devido à política do governo de reter dólares dos importadores e aos controles de preços. Economistas como Asdrúbal Oliveros (da Ecoanalítica) e Francisco Rodriguez (do Bank of America Corporation) afirmam que as escassezes crônicas na Venezuela resultam de fatores múltiplos, como a dependência excessiva de importações, a baixa produção, os controles de preços e outras políticas governamentais. Por outro lado, o presidente Maduro culpa a CIA pelas escassezes. Produtores venezuelanos afirmam que a falta de dólares e os rígidos controles de preços dificultam a importação dos produtos essenciais. No final de 2013, quase 25% dos produtos estavam fora de estoque. As escassezes incluíam inúmeros itens essenciais, como papel higiênico, leite, farinha, produtos médicos e peças automotivas. Tais escassezes ocasionaram saques e vandalismo em diversas ocasiões durante o governo Maduro.

## Fome
Em 2013, o presidente do Instituto Nacional de Estatística da Venezuela Elias Eljuri sugeriu que todas as escassezes se deveriam ao fato de os venezuelanos se alimentarem bem, afirmando que "95% das pessoas fazem três ou mais refeições por dia", conforme pesquisa nacional. Entretanto, dados do Instituto Nacional de Estatística da Venezuela demonstraram que, em 2013, o consumo alimentar pelos venezuelanos diminuiu.
De acordo com a pesquisa "Encuesta Condiciones de Vida Venezuela 2014", realizada pela Universidade Central da Venezuela, Universidade Simón Bolívar e Universidade Católica Andrés Bello, 11,3% dos venezuelanos faziam duas ou menos refeições diárias e 80,1% não conseguiam pagar por alimentos. Dentre os que faziam menos de três refeições, 39,1% eram dos grupos mais pobres. Os pesquisadores relataram que a maioria dos venezuelanos tinha dificuldades para obter alimentos, com 11% afirmando que "se sentiam tristes, ansiosos ou deprimidos o tempo todo" e 31% dizendo que "experimentavam tristeza".
Em junho de 2015, uma pesquisa da Venebarometro constatou que 81,9% dos venezuelanos não conseguiram pagar por alimentos no mês anterior à pesquisa.
Dados do Centro de Análise Social da Federação de Professores Venezuelanos (Cendas-FVM), de dezembro de 2017, indicaram que o preço médio da Canasta Alimentar Familiar era de 16.501.362,78 bolívares. Com um salário mínimo de 177.507,43 bolívares, seria necessário trabalhar por cerca de 93 meses para pagar essa canasta.

## DakazoePlano Feliz de Natal
Imediatamente ordenei a ocupação da rede (Daka) e a chegada de produtos para vendê-los a um preço justo. Não deixe nada nas prateleiras!

Presidente Nicolás Maduro
O Dakazo refere-se a um conjunto de medidas adotadas pelo governo venezuelano, que forçou lojas de eletrônicos de consumo – sendo a Daka a mais conhecida – a vender produtos a preços muito reduzidos em 8 de novembro de 2013, semanas antes das eleições municipais e um mês antes do Natal. O governo afirmou que a Daka havia aumentado os preços dos produtos em mais de 1000%, algo comum na Venezuela devido aos controles cambiais, ao mercado negro adotado pelos importadores e à corrupção entre vendedores e funcionários governamentais. O anúncio dos preços reduzidos provocou saques em lojas e depósitos em diversas cidades da Venezuela. A medida forçada de redução de preços ajudou o partido governista, PSUV, a vencer algumas eleições municipais, embora a massiva venda de produtos tenha ocasionado novas escassezes nos meses subsequentes.

## Racionamento e medidas anti-escassez
Em entrevista ao The Guardian, o presidente Maduro afirmou que uma "proporção significativa" dos produtos básicos subsidiados e em falta estava sendo contrabandeada para a Colômbia e vendidos a preços muito mais altos. O governo venezuelano afirma que até 40% dos produtos básicos subsidiados para o mercado interno estão sendo contrabandeados para países vizinhos, como a Colômbia, onde são vendidos a preços muito mais altos. Contudo, economistas afirmam que apenas 10% dos produtos subsidiados são contrabandeados. Em 2014, o governo venezuelano passou a limitar a quantidade de determinados itens que os cidadãos podem comprar por mês. Economistas atribuem tais medidas a diversos fatores, como uma indústria doméstica improdutiva – afetada por nacionalizações e intervenções governamentais – e controles cambiais confusos que dificultam a obtenção de dólares para importar a maior parte dos produtos básicos. A gasolina também é racionada na Venezuela, supostamente devido ao contrabando do combustível subsidiado para a Colômbia, onde é vendido a um preço superior.
Em fevereiro de 2014, o governo afirmou ter confiscado mais de 3.500 toneladas de produtos contrabandeados na fronteira com a Colômbia – alimentos e combustível destinados ao "contrabando" ou "especulação". O presidente da Assembleia Nacional da Venezuela, Diosdado Cabello, afirmou que os alimentos confiscados deveriam ser distribuídos ao povo, e não "nas mãos desses bandidos". Em março de 2014, o presidente Maduro introduziu um novo "cartão biométrico" – a Tarjeta de Abastecimiento Seguro – que exige a impressão digital para realizar compras em supermercados estatais ou estabelecimentos participantes, supostamente para combater o contrabando e a especulação de preços. Esse sistema foi descrito tanto como um programa de fidelidade quanto um cartão de racionamento. Em maio de 2014, foi relatado que 503.000 venezuelanos se inscreveram para o cartão. Em agosto de 2014, foi informado que o Tarjeta de Abastecimiento Seguro não passou do estágio de teste e que um novo sistema biométrico seria desenvolvido, conforme afirmou o presidente Maduro.
Pouco depois, em agosto de 2014, o presidente Maduro anunciou a criação de um novo sistema voluntário de coleta de impressões digitais, supostamente destinado a combater a escassez de alimentos e o contrabando. O governo anunciou que 17.000 tropas seriam deslocadas ao longo da fronteira com a Colômbia, para auxiliar no fechamento do tráfego noturno e reforçar os esforços contra o contrabando. O efeito dos fechamentos noturnos seria avaliado após 30 dias.
Os consumidores venezuelanos, em sua maioria, reagiram negativamente ao sistema de racionamento por impressões digitais, afirmando que o método criava filas mais longas – sobretudo quando as máquinas apresentavam falhas – e que o sistema não mitigava as escassezes, pois ignorava as profundas mudanças econômicas necessárias no país. Após o anúncio do sistema biométrico, protestos eclodiram em várias cidades da Venezuela, repudiando a medida. A Mesa de la Unidad Democrática (coalizão de oposição, MUD) convocou os venezuelanos a rejeitarem o novo sistema de coleta biométrica, convocando um cacerolazo nacional. O presidente de Empresas Polar, Lorenzo Mendoza, manifestou seu descontentamento, afirmando que o sistema penalizaria 28 milhões de venezuelanos pelos casos de contrabando cometidos por poucos. Dias após o anúncio do sistema, o governo venezuelano reprimiu parcialmente seus planos, afirmando que o sistema seria voluntário e se aplicaria a 23 produtos básicos.

## Gastos governamentais
SEBIN reduziu suas atividades devido à falta de recursos, limitando seu trabalho ao monitoramento de "ameaças externas potenciais" e solicitando o retorno de agentes de inteligência cubanos à Venezuela.
Segundo El Nacional, os recursos destinados à "propaganda oficial" aumentaram, com 65% dos fundos do Ministério do Poder Popular para a Comunicação e Informação sendo usados para tal fim em 2014, o que representava mais de 0,5 bilhão de bolívares. No orçamento de 2015, o governo destinou 1,8 bilhão de bolívares para promover as supostas conquistas do governo de Nicolás Maduro, valor superior aos 1,3 bilhão destinados pelo Ministério do Poder Popular para o Interior, Justiça e Paz à segurança pública do município mais populoso, o Municipio Libertador.

## Renda e pobreza

#### Renda
O salário mínimo real na Venezuela despencou durante o governo Maduro, caindo de aproximadamente US$ 360 por mês em 2012 para US$ 31 em março de 2015 (usando a taxa de câmbio legal mais favorável). Pela taxa de câmbio do mercado negro, o salário mínimo equivalia a apenas US$ 20 por mês.

#### Pobreza
O escritor romeno Emil Cioran certa vez escreveu: “Somente os que nunca pensam são felizes.” Creio que os venezuelanos estão tentando não pensar demais sobre o quão pobres se tornaram. Estão ocupados demais em enfrentar filas e tentando sobreviver.

Economista Asdrúbal Oliveros
Segundo o Instituto Nacional de Estatística da Venezuela, quando Maduro assumiu a presidência, a taxa de pobreza era em torno de 30%. A estatal de petróleo PDVSA reduziu seus repasses para projetos sociais em 21% em 2013, devido à crise financeira enfrentada pela Venezuela.